# Monumento alla battaglia d'Inghilterra
Il Monumento alla battaglia d'Inghilterra è una scultura sita a Londra sul Victoria Embankment in riva al Tamigi, che commemora i militari britannici caduti nel corso della battaglia d'Inghilterra durante la seconda guerra mondiale.
Fu inaugurato il 18 settembre 2005, nel LXV anniversario della battaglia, dal principe Carlo e da Camilla, duchessa di Cornovaglia, alla presenza di molti aviatori sopravvissuti noti collettivamente come "I pochi", dopo la funzione di ringraziamento e ridedica, della Royal Air Force, nella domenica della Battaglia d'Inghilterra. Questa cerimonia è un evento annuale, il primo dei quali si celebrò nel 1943 alla St Paul's Cathedral e da allora è stato poi tenuto all'Abbazia di Westminster.
Il monumento fu ideato da Bill Bond, fondatore della Battle of Britain Historical Society, al quale fu poi assegnato un  MBE per i suoi servizi al patrimonio. Fu l'unico a negoziare con la City of Westminster per proteggere il sito del monumento, così come per la nomina di Donald Insall Associates come architetti. Costituì anche il comitato di raccolta fondi dopo aver raccolto oltre 250.000 sterline attraverso un appello. Il bilancio fu di 1,74 milioni di sterline finanziato per lo più da donazioni private. Bill James Bond nominò Lord Tebbit presidente del comitato di raccolta fondi.
Il monumento è costituito da una struttura di pannelli in granito lunga 25 metri che era stata originariamente concepita come scarico dei fumi dei treni della metropolitana quando erano alimentati da motori a vapore. Una passerella taglia obliquamente il centro della struttura, ed è rivestita con pannelli in bronzo, scolpiti ad altorilievo, raffiguranti scene della battaglia d'Inghilterra. Il pezzo forte è una scultura, in dimensioni reali, di aviatori che si arrampicano sul loro aereo durante la battaglia. L'esterno del monumento è decorato con targhe di bronzo con i nomi dei 2.936 aviatori e personale di terra di 14 paesi che presero parte alla battaglia a fianco degli Alleati.
Lo scultore del monumento è Paul Day. La statua è stata realizzata da Morris Singer, che è la più antica fonderia d'arte al mondo e ha realizzato molte statue di rilievo e sculture a Londra e nel resto del mondo, tra le quali i leoni e le fontane di Trafalgar Square.